# Революция и церковь
Револю́ция и це́рковь — ежемесячный журнал, издававшийся в РСФСР и СССР в 1919—1924 годах Народным комиссариатом юстиции РСФСР. Являлся центральным периодическим антирелигиозным органом в это время.
Журнал освещал вопросы, связанные с проведением декрета «об отделении церкви от государства и школы от церкви», вёл борьбу с воинствующим клерикализмом всех исповеданий и разоблачал контрреволюционную агитацию духовенства.

## Авторы
Журнал был создан по инициативе главы VIII (ликвидационного) отдела Народного комиссара юстиции П. А. Красикова и эксперта VIII отдела М. В. Галкина (Горева), подготовившего декрет «об отделении церкви от государства и школы от церкви». Красиков был ответственным редактором этого журнала. Галкин исполнял обязанности «соредактора» (по другим сведениям был «зав. редакцией») журнала.
На страницах журнала публиковали свои статьи такие видные деятели Российской коммунистической партии (большевиков) и Советского государства, как Н. А. Семашко и А. В. Луначарский. В 1921 издавался в виде газетных листков.